# San José La Arada
San José La Arada é uma cidade da Guatemala do departamento de Chiquimula.